# Ditrifa
Ditrifa là một chi bướm đêm thuộc họ Tortricidae.

## Các loài
- Ditrifa trifida Razowski & Wojtusiak, 2006